# Bogufał II
Bogufał II (? – 9 février 1253), appelé aussi Boguchwał II, est évêque de Poznań de 1242 à 1253.
Après avoir étudié à l’université, Bogufał s’installe à Poznań et y devient successivement scolastique (1211), custode (1231) et évêque (1242).
En 1244, il cède au duc Przemysl Ier le bourg de Poznań qui se trouvait autour de l’église saint Gothard, disparue aujourd’hui, qui se situait sur la rive gauche de la Warta. Przemysł lui donne le droit de Magdebourg en 1253. 
Bogufał fait démolir le presbytère de la cathédrale de Poznań qui sera reconstruit en 1262. Il invite également les Dominicains à s’installer à Poznań et leur donne l’église saint Adalbert et l’église saint Martin. En 1246, il obtient de Przemysl Ier, qui veut obtenir l’appui de l’Église pour juguler l’opposition en Grande-Pologne, le privilège d’immunité ainsi que le droit de Magdebourg pour le siège épiscopal. En 1248, il participe au synode de Wrocław. 
Après sa mort, sa bibliothèque privée, constituée de nombreux recueils des écritures saintes, devient la bibliothèque de la cathédrale. Bogufał est aussi resté dans l’histoire comme celui qui a incité à écrire les annales du Chapitre de Poznań ainsi que celui qui a été le mécène de l’auteur de la Chronique de Grande Pologne. 